# Les Williams (court métrage)

Les Williams est un court métrage français réalisé par Alban Mench en 2008. Il a été révélé au Festival du court métrage en plein air de Grenoble en 2008 où il a remporté le prix du scénario et le prix du public. Il a ensuite été présenté en sélection officielle dans de nombreux festivals dont le festival européen de Brest en 2008, le festival de court métrage de Bruxelles en 2009 et au Cleveland International Film Festival en 2009. En 2010, il a été nommé aux César du cinéma dans la catégorie "Meilleur court métrage".

## Synopsis
Parmi ses cadeaux de mariage, Francis a reçu un chien de petite taille. Il demande à William, son témoin et ami d’enfance, de le garder pendant son voyage de noces. Une simple demande qui va soulever un problème de fond chez William.

## Fiche technique
- Scénario, réalisation : Alban Mench
- Image : Benoit Feller
- Montage : Noël Fuzelier
- Musique : Frank Gervais
- Durée : 14 minutes

## Distribution
- Denis Lavant : William
- Jacques Bonnaffé : Francis